# Бистрица (притока Нишаве)
Бистрица је река Нишавског слива која протиче кроз Пирот. Дужина реке износи око 1,4 км.  
Река настаје у Пироту спајањем Расничке реке и реке Рогоз. После настајања на око 300 метара низводно у њу се са леве стране улива Костурска река.  
Река затим протиче поред тврђаве (Пиротски град) а након 1,4 км се улива у Нишаву. 
Река целим својим током тече кроз Пирот.

## Галерија
- Бистрица кроз Пирот
- Бистрица поред тврђаве, поглед са бедема
- Бистрица, низводно, и Пиротски град из 2020.године
- Бистрица поглед узводно од ушћа у Нишаву
- Настајање реке Бистрице.
- Ушће Бистрице у Нишаву.